# Natalina wesseliana
Natalina wesseliana é uma espécie de gastrópode  da família Rhytididae.
É endémica da África do Sul.
Os seus habitats naturais são: florestas temperadas.
Está ameaçada por perda de habitat.